# Esteban Tomic
Esteban Juan Santiago Tomic Errázuriz (26 de agosto de 1942–Santiago, 25 de marzo de 2022), fue un abogado, politólogo y consultor chileno, embajador de su país ante la Organización de los Estados Americanos (OEA), y concejal por Las Condes.

## Primeros años de vida
Nació como el segundo de los nueve hijos del abogado Radomiro Tomic, quien fuera candidato a la presidencia de su país en 1970 en representación del oficialista Partido Demócrata Cristiano (PDC), y de Olaya Errázuriz Echenique.
Estudió en los colegios San Ignacio y Verbo Divino de la capital chilena. A los trece años se incorporó a la Escuela Militar. Luego se tituló como abogado por la Pontificia Universidad Católica (1964), casa de estudios donde fue reconocido como el mejor alumno de su promoción (premios Tocornal y Montenegro). Posteriormente realizó estudios de posgrado en ciencia política en la Universidad Libre de Berlín, Alemania (1964-1967), y en la Universidad de Lérida, España (1994-1995).

### Matrimonio e hijos
Estuvo casado con María Gracia Valdés, hija del político Gabriel Valdés.

## Actividad política y diplomática
Entre 1968 y 1970 lideró la Dirección General Adjunta para Asuntos Económicos del Ministerio de Relaciones Exteriores de su país. Entre 1971 y 1973 fue ministro consejero de la embajada chilena en Bonn, Alemania Occidental. Entre 1973 y 1984 residió, exiliado, en Italia y Venezuela, representando en este último país a empresas italianas y brasileñas.
Tras el retorno a la democracia a su país, fue elegido concejal por Las Condes en representación del PDC (1992-1996 y 1996-2000). Además, se desempeñó como embajador de Chile ante la OEA en parte de los gobiernos de Ricardo Lagos y Michelle Bachelet.

## Historial electoral

### Elecciones municipales de 1992
- Elecciones municipales de 1992, para la alcaldía de Las Condes[6]

(Se considera a los candidatos que resultaron elegidos para el Concejo Municipal)
| Candidato                     | Pacto                          | Partido | Votos  | %     | Resultado |
| ----------------------------- | ------------------------------ | ------- | ------ | ----- | --------- |
| Joaquín Lavín Infante         | Participación y Progreso       | UDI     | 34 234 | 31,06 | Alcalde   |
| Raúl Torrealba del Pedregal   | Participación y Progreso       | RN      | 14 715 | 13,35 | Concejal  |
| Esteban Tomic Errázuriz       | Concertación por la Democracia | PDC     | 14 554 | 13,21 | Concejal  |
| Ana María Illanes Oliva       | Participación y Progreso       | RN      | 10 000 | 9,07  | Concejala |
| Florencio Ceballos Bustos     | Concertación por la Democracia | PDC     | 5423   | 4,92  | Concejal  |
| José Antonio Gómez Urrutia    | Concertación por la Democracia | PRSD    | 4748   | 4,31  | Concejal  |
| María de la Luz Herrera Cruz  | Participación y Progreso       | UDI     | 1829   | 1,66  | Concejala |
| Francisco de la Maza Chadwick | Participación y Progreso       | Indep.  | 616    | 0,56  | Concejal  |

### Elecciones municipales de 1996
- Elecciones municipales de 1996, para la alcaldía de Las Condes[7]

(Se considera a los candidatos que resultaron elegidos para el Concejo Municipal)
| Candidato                     | Pacto                          | Partido    | Votos  | %     | Resultado |
| ----------------------------- | ------------------------------ | ---------- | ------ | ----- | --------- |
| Joaquín Lavín Infante         | Unión por Chile                | UDI        | 86 702 | 77,76 | Alcalde   |
| Esteban Tomic Errázuriz       | Concertación por la Democracia | PDC        | 5538   | 4,97  | Concejal  |
| Ana María Illanes Oliva       | Unión por Chile                | RN         | 2224   | 1,99  | Concejala |
| Carlos Larraín Peña           | Unión por Chile                | Indep. RN  | 1642   | 1,47  | Concejal  |
| María de la Luz Herrera Cruz  | Unión por Chile                | Indep. UDI | 527    | 0,47  | Concejala |
| Juan Antonio Peribonio Poduje | Unión por Chile                | RN         | 241    | 0,22  | Concejal  |
| Francisco de la Maza Chadwick | Unión por Chile                | Indep. UDI | 202    | 0,18  | Concejal  |
| Mauricio Camus Valverde       | Unión por Chile                | Indep. UDI | 97     | 0,09  | Concejal  |